# 11508 Stolte
11508 Stolte este un asteroid din centura principală de asteroizi.

## Descriere
11508 Stolte este un asteroid din centura principală de asteroizi. A fost descoperit pe 12 octombrie 1990 la Tautenburg de Lutz Dieter Schmadel și Freimut Börngen. Asteroidul prezintă o orbită caracterizată de o semiaxă mare de 2,78 ua, o excentricitate de 0,10 și o înclinație de 10,1° în raport cu ecliptica.